# Théodore Ier (pape)
Pour les articles homonymes, voir Théodore Ier.
Théodore Ier, né à Jérusalem, fils d'un évêque palestinien de même nom que lui, 73e pape élu le 24 novembre 642, en charge jusqu'à sa mort le 14 mai 649.
À la suite de son prédécesseur Jean IV, Théodore Ier se signale comme un farouche adversaire du monothélisme, doctrine que l'empereur byzantin Héraclius et le patriarche de Constantinople Serge Ier avaient adoptée officiellement en 638 en promulguant l'Ecthèse. Théodore y est d'autant plus sensible que sa province natale, la Palestine, avait été le principal foyer de résistance au monoénergisme et au monothélisme sous l'influence du patriarche Sophrone de Jérusalem (634–638). Sitôt après sa consécration, Théodore écrit au patriarche Paul II de Constantinople pour lui signifier son rejet total de l'Ecthèse placardée à Sainte-Sophie.
Le patriarche byzantin Pyrrhus de Constantinople, ancien collaborateur et successeur de Serge Ier de Constantinople, ardent défenseur du monothélisme, avait été démis de ses fonctions au moment du renversement de l'impératrice Martine et de son fils Héraclonas (septembre 641), et remplacé par Paul II de Constantinople. Réfugié en Palestine, puis à Carthage, il entre en contact avec un des chefs du parti anti-monothélite, le moine Maxime le Confesseur. Les deux hommes débattent, et une dispute publique est organisée en présence de l'exarque de la province, Grégoire (juillet 645). Pyrrhus s'avoue vaincu et persuadé, et écrit même un opuscule contre le monothélisme. Les deux ecclésiastiques se rendent à Rome, où Théodore Ier prononce la réhabilitation de Pyrrhus et le tient pour le patriarche légitime de Constantinople. Cependant Pyrrhus, de retour à Constantinople, revient peu après au monothélisme.
En 647, Théodore Ier excommunie pour hérésie le patriarche Paul II de Constantinople. Quand celui-ci l'apprend, il fait supprimer l'autel appartenant au pape au palais de Placidie et rompt tout contact avec l'Église de Rome (expulsion du nonce). Cependant, soucieux d'éviter un schisme, l'empereur byzantin Constant II Héraclius promulgue en septembre 648 un édit appelé le Typos : l'Ecthèse était retirée de Sainte-Sophie, mais toute discussion sur les points en litige était formellement interdite. Refusant ce compromis, Théodore Ier prépare le concile tenu au Latran par son successeur Martin Ier et qui condamne à la fois le monothélisme et le Typos.
Théodore Ier est le premier pape à reprendre officiellement le titre de pontife, venant du titre latin pontifex maximus (« grand pontife ») qui désigne le chef de la religion romaine à l'époque païenne et qui est porté par les empereurs romains d'Auguste à Gratien, lequel l'abandonne en 379. À partir de Théodore Ier, les papes s'intitulèrent summus pontifex (« souverain pontife »). Le mot pontifex avait parfois été repris auparavant pour désigner le grand-prêtre des Juifs (en quelques endroits de la Vulgate de saint Jérôme), voire les évêques chrétiens (chez quelques poètes). Théodore utilise aussi le premier le titre de patriarche d'Occident, qui est abandonné par Benoît XVI en 2006.
Il introduit dans la liturgie romaine la fête orientale de la Dormition de Marie, qui plus tard, vers 770, est appelée Assomption. À Rome, il fait bâtir l'église Saint-Valentin et orner somptueusement l'église Saint-Étienne.